# Бяково (Ясногорский район)
Бяково — деревня в Ясногорском районе Тульской области России.
В рамках административно-территориального устройства относится к Ревякинской сельской территории Ясногорского района, в рамках организации местного самоуправления включается в Ревякинское сельское поселение.

## География
Деревня находится в северной части Тульской области, в зоне хвойно-широколиственных лесов, в пределах Среднерусской возвышенности, на берегу одного из левых притоков реки Тулицы, на расстоянии примерно 9 километров (по прямой) к юго-западу от города Ясногорска, административного центра района. Абсолютная высота — 232 метра над уровнем моря.

### Климат
Климат характеризуется как умеренно континентальный. Среднегодовая многолетняя температура воздуха составляет +3,6 – +3,8 °С. Абсолютный минимум температуры воздуха холодного периода составляет −41 °C; абсолютный максимум тёплого периода — +37 °C. Безморозный период длится около 138 дней. Продолжительность периода активной вегетации растений составляет примерно 134 дня. Среднегодовое количество атмосферных осадков составляет 584  - 586 мм, из которых большая часть (396 - 400 мм) выпадает в тёплый период. Снежный покров держится в течение 144 – 147 дней. Среднегодовая скорость ветра составляет 4 м/с.

### Часовой пояс
Деревня Бяково, как и вся Тульская область, находится в часовой зоне МСК (московское время). Смещение применяемого времени относительно UTC составляет +3:00.

## Население
| 2010 |
| ---- |
| 15   |

### Национальный состав
Согласно результатам переписи 2002 года, в национальной структуре населения русские составляли 100 % из 12 чел.